# Nyírmeggyes megállóhely
Nyírmeggyes megállóhely egy Szabolcs-Szatmár-Bereg vármegyei vasúti megállóhely Nyírmeggyes településen, a MÁV üzemeltetésében. A község belterületétől északra helyezkedik el, közúti elérését a 471-es főút faluközponti szakaszából kiágazó 49 328-as számú mellékút (Rákóczi Ferenc utca) biztosítja

## Vasútvonalak
A megállóhelyet az alábbi vasútvonalak érintik:
- Apafa–Mátészalka-vasútvonal
- Nyíregyháza–Mátészalka–Zajta-vasútvonal

## Kapcsolódó állomások
A megállóhelyhez az alábbi állomások vannak a legközelebb:
- Hodász vasútállomás (Apafa–Mátészalka-vasútvonal, Nyíregyháza–Mátészalka–Zajta-vasútvonal)
- Mátészalka vasútállomás (Apafa–Mátészalka-vasútvonal, Nyíregyháza–Mátészalka–Zajta-vasútvonal)

## Forgalom
| Járat        | Útvonal | Gyakoriság     |
| ------------ | --- | -------------- |
| személyvonat | Debrecen – Debrecen-Csapókert – Apafa – Dombostanya – Hajdúsámson – Tamásipuszta – Aradványpuszta – Nyíradony – Nyírmihálydi – Nyírgelse – Nyírbogát – Nyírbátor – Nyírcsászári – Hodász – Nyírmeggyes – Mátészalka (– Kocsord – Kocsord alsó – Tunyogmatolcs – Tunyogmatolcs alsó – Fehérgyarmat) | 2 óránként     |
| személyvonat | Debrecen – Debrecen-Csapókert – Apafa – Dombostanya – Hajdúsámson – Tamásipuszta – Aradványpuszta – Nyíradony – Nyírmihálydi – Nyírgelse – Nyírbogát – Nyírbátor – Nyírcsászári – Hodász – Nyírmeggyes – Mátészalka – Nyírcsaholy – Nagyecsed – Tiborszállás                                       | Vasárnap 1 pár |
| személyvonat | Nyíregyháza – Nagykálló – Kállósemjén – Máriapócs – Nyírbátor – Nyírcsászári – Hodász – Nyírmeggyes – Mátészalka | Napi 4 pár     |